# بردتاک
بردتاک (انگلیسی: BreadTalk) شرکت صنایع غذایی سنگاپوری است، که در سال ۲۰۰۰ تأسیس شد.